# Lancheras de Cataño 2010
Questa voce raccoglie le informazioni riguardanti le Lancheras de Cataño nella stagione 2010.

## Organigramma societario
Area direttiva
- Presidente: William López

Area tecnica
- Allenatore: Milton Crespo
- Assistente allenatore: Javier Cruz

## Rosa
| N° | Nome               | Ruolo | Data di nascita   | Nazionalità sportiva |
| -- | ------------------ | ----- | ----------------- | -------------------- |
| 1  | Lyann Puig         | L     | 6 novembre 1979   | Porto Rico           |
| 2  | Yessenia Rodríguez | S     | -                 | Porto Rico           |
| 3  | Ariana López       | L     | -                 | Porto Rico           |
| 6  | Lorraine Morales   | S/O   | 19 agosto 1990    | Porto Rico           |
| 7  | Alba Aponte        | C     | 23 luglio 1982    | Porto Rico           |
| 9  | Oneida González    | S/O   | 3 giugno 1981     | Porto Rico           |
| 10 | Courtney Thompson  | P     | 4 novembre 1984   | Stati Uniti          |
| 11 | Ednalí Serralta    | P     | 3 settembre 1985  | Porto Rico           |
| 12 | Yeika Camacho      | C     | -                 | Porto Rico           |
| 15 | Ania Ruiz          | S/O   | 11 luglio 1982    | Porto Rico           |
| 17 | Airial Salvo       | S     | 18 aprile 1987    | Stati Uniti          |
| 18 | Shannon Torregrosa | C     | 11 febbraio 1981  | Porto Rico           |
| ?  | Christal Morrison  | S     | 23 settembre 1985 | Stati Uniti          |
| ?  | Kelly Wing         | S     | 13 agosto 1983    | Stati Uniti          |

## Statistiche

### Statistiche di squadra
| Competizione | Punti | In casa | In casa | In casa | In trasferta | In trasferta | In trasferta | Totale | Totale | Totale |
| Competizione | Punti | G       | V       | P       | G            | V            | P            | G      | V      | P      |
| ------------ | ----- | ------- | ------- | ------- | ------------ | ------------ | ------------ | ------ | ------ | ------ |
| LVSF         | 38    | -       | -       | -       | -            | -            | -            | 33     | 22     | 11     |
| Totale       | -     | -       | -       | -       | -            | -            | -            | 33     | 22     | 11     |

G = partite giocate; V = partite vinte; P = partite perse